# Aphonopelma bicoloratum
Aphonopelma bicoloratum es una especie de tarántula que se encuentra en México. Como su nombre común indica, se encuentra en México, y fue descrita por primera vez por Ronny Struchen, D. Brändle y Gunter Schmidt en 1996. Su nombre proviene de la palabra latina bicoloratum, que significa bicolor.

## Descripción
Como su nombre común sugiere, sus patas son de color naranja, que va desde el metatarso hasta el fémur, siendo el tarso y los trocánteres negros. Su caparazón es del mismo color naranja que las patas, con el opistosoma y las quelíceras negros. El opistosoma también está cubierto de largos pelos rojizos y delgados. Las hembras viven alrededor de 20 a 25 años, y los machos de 5 a 7 años, bajo el cuidado adecuado, por supuesto.

## Hábitat
Se encuentra en el suroeste de México, aunque no se indica claramente dónde, su hábitat son principalmente desiertos y matorrales, a lo largo del lado pacífico del país. Los desiertos y matorrales del suroeste de México, son escasos. Se encuentran principalmente en Puebla, donde las plantas principales son Agave, yuca, Opuntia, Aristida y Stipa. La precipitación media anual es de 450 mm y la temperatura media es de 22 °C.

## Comportamiento
Como una especie del Nuevo Mundo, esta tarántula posee pelos urticantes, que puede lanzar si se siente amenazada. Como especie terrestre, no suele hacer telarañas ni madrigueras. Al igual que otras especies de su género, se considera dócil y de movimientos lentos.